# Liste de mines en Algérie
Voici une liste de mines situées en Algérie triées par type de production.

## Par production

### Phosphate
- Mine de Djebel Onk
- Mine de Bled El Hadba

### Minerai de fer
- Mine d'Ouenza
- Mine de Gara Djebilet

### Or, argent et platine
- Mine d'Amesmessa
- Mine de Tirek
- Mine d'Isselfène
- Mine de Seldar
- Mine d'Iderksi

### Antimoine
- Mine d'antimoine d'Aïn Kerma
- Mine du Nador N'Baïls

### Plomb, zinc et cuivre
- Mine de Boussoufa[1]
- Mine d'Aïn Barbar
- Mine de Chaabet El Hamra
- Mine d'El Abed
- Mine de Oued Amizour

### Uranium
- Mine de Timgaouine
- Mine d'Abankor
- Mine d'El-Bema
- Mine d'Ait-Oklan
- Mine de Tahaggart
- Mine d'Asseo

### Manganèse
- Mine de Guettara[2]

### Baryte
- Mine de Berrouaghia

### Charbon
- Mine de Menounet[3].